# Eddakhla-Oued Eddahab
Eddakhla-Oued Eddahab  (in arabo الداخلة - وادي الذهب‎?) è un centro abitato e comune rurale del Marocco situato nella provincia di Tarfaya, regione di Dakhla-Oued Ed Dahab. Conta una popolazione di 142 955 abitanti (censimento 2014).